# Vrbnica
Vrbnica (1948–1973 „Vŕbnica“ – bis 1927 „Fišar“; ungarisch Füzesér) ist eine Gemeinde im Osten der Slowakei mit 1321 Einwohnern (Stand 31. Dezember 2024), die zum Okres Michalovce, einem Teil des Košický kraj, gehört und in der traditionellen Landschaft Zemplín liegt.

## Geographie
Die Gemeinde befindet sich im Nordteil des Ostslowakischen Tieflands unweit des rechten Ufers des Flüsschens Duša. Das Ortszentrum liegt auf einer Höhe von 106 m n.m. und ist 10 Straßenkilometer von Michalovce entfernt.
Nachbargemeinden sind Šamudovce im Norden, Lastomír im Nordosten, Žbince im Osten, Süden und Westen sowie Laškovce im Nordwesten.

## Geschichte
Der Ort wurde zum ersten Mal 1330 als Fyzeser schriftlich erwähnt und gehörte zuerst dem Herrschaftsgut von Großmichel, 1338 wurde das Dorf Besitz des Landadels. Im Laufe der Jahrhunderte kam es zu häufigen Wechseln von Gutsherren. Im 18. und 19. Jahrhundert besaß die Familie Füzesséry Ortsgüter. 1828 zählte man 49 Häuser und 368 Einwohner, die als Landwirte und Schäfer beschäftigt waren.
Bis 1918/1919 gehörte der im Komitat Semplin liegende Ort zum Königreich Ungarn und kam danach zur Tschechoslowakei beziehungsweise heute Slowakei.

## Bevölkerung
| Jahr                | 1994 | 2004     | 2014     | 2024     |
| ------------------- | ---- | -------- | -------- | -------- |
| Anzahl der Personen | 601  | 806      | 1020     | 1321     |
| Unterschied         |      | +34,10 % | +26,55 % | +29,50 % |

| Jahr                | 2023 | 2024    |
| ------------------- | ---- | ------- |
| Anzahl der Personen | 1281 | 1321    |
| Unterschied         |      | +3,12 % |

Nach der Volkszählung 2011 wohnten in Vrbnica 931 Einwohner, davon 614 Slowaken, 251 Roma, fünf Tschechen und ein Magyare. 60 Einwohner machten keine Angabe zur Ethnie.
585 Einwohner bekannten sich zur orthodoxen Kirche, 199 Einwohner zur römisch-katholischen Kirche, 46 Einwohner zur griechisch-katholischen Kirche, 16 Einwohner zur Evangelischen Kirche A. B., 12 Einwohner zu den Zeugen Jehovas und zwei Einwohner zur reformierten Kirche. Drei Einwohner waren konfessionslos und bei 68 Einwohnern wurde die Konfession nicht ermittelt.